# 玉井宏章
玉井 宏章（たまい ひろあき、1990年10月30日 - ）は、広島県出身のハンドボール選手。日本ハンドボールリーグのトヨタ自動車東日本所属。

## 経歴
2013年に日本ハンドボールリーグのトヨタ自動車東日本へ加入。2013-14年シーズンはリーグトップの107得点を記録し、最優秀新人賞を受賞。
2014-15年シーズンはリーグ3位の得点（90得点）・7mスロー得点（22得点）を記録。
2015-16年シーズンもリーグ3位の得点（92得点）を記録。
2016年の第6回全日本社会人ハンドボール選手権大会ではベストセブンに選ばれた。
2016-17年シーズンは76得点（リーグ6位）を記録した。
2017-18年シーズンはリーグ9位となる108得点を挙げた。

## 詳細情報

### 年度別成績
| 年       | チーム             | 試合 | フィールド 得点 | 率   | 7m    | 合計    | 警告 | 退場 | 失格 |
| -------- | ------------------ | ---- | --------------- | ---- | ----- | ------- | ---- | ---- | ---- |
| 2013-14  | トヨタ自動車東日本 | 16   | 91/169          | .538 | 16/17 | 107/186 | 3    | 4    | 0    |
| 2014-15  | トヨタ自動車東日本 | 16   | 68/134          | .507 | 22/27 | 90/161  | 4    | 1    | 0    |
| 2015-16  | トヨタ自動車東日本 | 16   | 82/144          | .569 | 10/13 | 92/157  | 4    | 0    | 0    |
| 2016-17  | トヨタ自動車東日本 | 16   | 74/138          | .536 | 2/3   | 76/141  | 1    | 0    | 0    |
| 2017-18  | トヨタ自動車東日本 | 24   | 108/190         | .568 | 0/0   | 108/190 | 4    | 3    | 0    |
| 2018-19  | トヨタ自動車東日本 | 23   | 67/119          | .563 | 1/1   | 68/120  | 1    | 2    | 0    |
| JHL：6年 | JHL：6年           | 111  | 490/894         | .548 | 50/60 | 540/954 | 17   | 10   | 0    |

- 各年度の太字はリーグ最高

### タイトル・表彰

#### 日本ハンドボールリーグ
- 最優秀新人賞 (2013年)
- 得点王：1回 (2013年)

#### 社会人選手権
- ベストセブン：1回 (2016年)

### 記録
- フィールドゴール初得点：2013年9月7日、対湧永製薬戦（中区スポーツセンター）[8]
- 7mスロー初得点：同上
- 通算400得点：2017年10月28日、対豊田合成戦（枇杷島スポーツセンター）[9]
- 50試合連続得点：2018年3月10日、対大崎電気戦（岩手県営体育館）[9]
- 通算500得点：2018年11月3日、対大崎電気戦（富士見市立市民総合体育館）[10]

### 背番号
- 10 (2013年 - )

## 代表歴

### 日本代表
- アジア選手権 (2018年)